# Grand Prix automobile de Macao

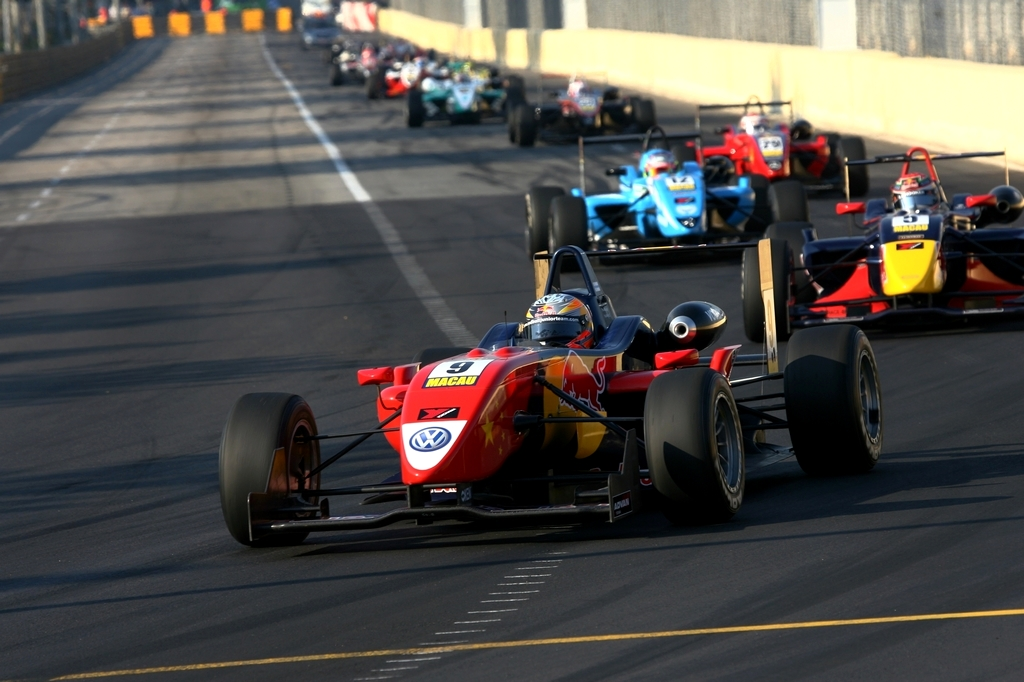
Mika Mäki en tête de peloton lors du Grand Prix de Formule 3 2008.

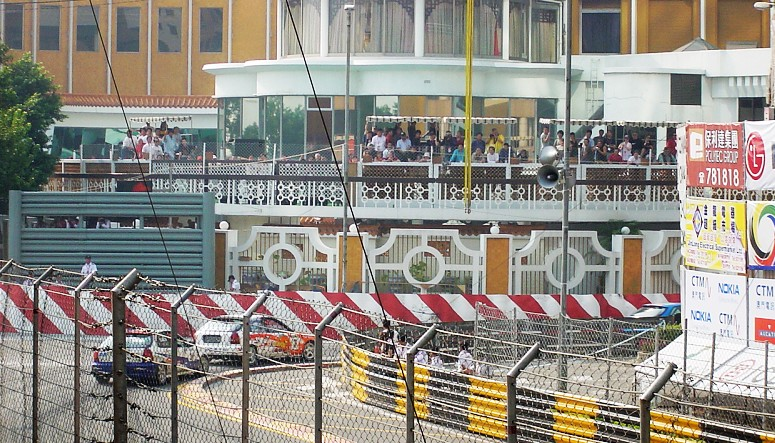
L'entrée du virage de l'Hotel Lisboa

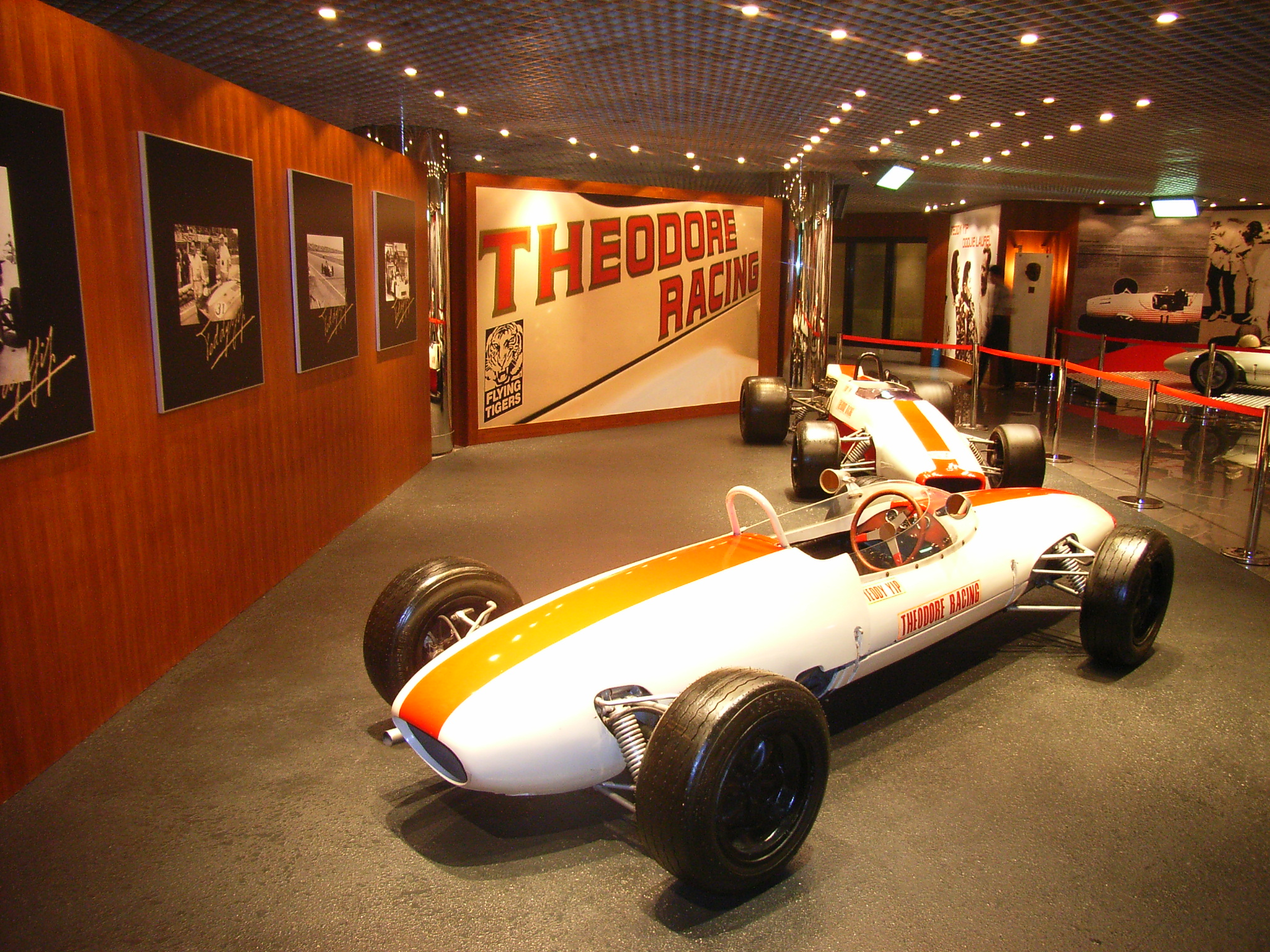
Theodore engagée par Teddy Yip exposée au musée du GP de Macao

Le Grand Prix automobile de Macao est une épreuve de course automobile qui a lieu chaque année sur le circuit de Guia à  Macao, en Chine. Le Grand Prix automobile de Macao est une épreuve dite « spéciale » de Formule 3 comme les Masters de Formule 3 et le Grand Prix de Pau. La course de Formule 3 constitue l'unique épreuve de la Coupe intercontinentale de Formule 3 de la FIA.
Le Grand Prix motocycliste de Macao est également un des évènements phares du week-end.

## Le circuit
Le circuit, tracé dans les rues de Macao, est un circuit urbain réputé difficile et très dangereux. Étendu sur 6,2 km (ce qui est très long pour un circuit de ce type), il possède deux secteurs bien distincts:
- la partie rapide, avec ses longues lignes droites (dont la ligne droite des stands, au bord de la mer) très larges.
- la partie sinueuse, avec ses virages serrés très étroits, située sur les flancs du mont de la Guia.

Le record du tour de piste a été réalisé en 2019 par l'Estonien Jüri Vips, au volant d'une Dallara F3 2019-Mecachrome, en 2 min 04 s 997.

## Historique

### Les débuts du Grand Prix (1954)
Le Grand Prix automobile de Macao est créé en 1954. La ville de Macao était alors une colonie portugaise et ce Grand Prix fut un symbole du développement de la course automobile en Asie. Le premier Grand Prix (1954) ressemble à une « chasse au trésor » dans les rues de Macao. L'année suivante, les organisateurs décidèrent de considérer l’évènement comme une course pour pilotes professionnels et l'épreuve se disputera dans le cadre des voitures de sport de type GT.
Cependant, le circuit laisse beaucoup à désirer et un rapport des commissaires officiels note que les bordures de piste sont mauvaises ; elles sont souvent salies par du sable et de la poussière. Les infrastructures accueillant les spectateurs ne sont pas sûres non plus : une passerelle en acier surchargée s'effondrera sur le circuit en 1959, blessant 21 spectateurs et provoquant une interruption de la course.

### Formule Libre (1961-1973)
En 1961, le Grand Prix change de catégorie (à l'époque Formule Libre). Lors de cette édition, le Grand Prix est remporté par le britannique naturalisé thaïlandais Peter Heath.
L'épreuve était déclarée en tant que course amateur jusqu'en 1966, lorsque le pilote belge Mauro Bianchi prend part à la course avec une voiture de Renault Sport, en principe pour promouvoir l'image de Renault à Hong Kong. Ce qui conduit, au fur et à mesure des saisons, de plus en plus d'écuries professionnelles à concourir au Grand Prix de Macao. La victoire de Bianchi a fait écho en Europe et a permis au Grand Prix d'accueillir des pilotes venant des quatre coins de la planète.
Les premières monoplaces d'usine ont fait leur apparition en 1968, avec l'engagement de deux monoplaces Mitsubishi Colt de Formule 2 d'une écurie japonaise. Cette même année, la McLaren-Brabham F2 de Jan Bussell remporte l'épreuve. C'est donc la première victoire d'une monoplace à Macao.

### Formule Pacifique (1974-1982)
En 1974, Le Grand Prix macanais a été organisé dans le cadre de la Formule Pacifique (Formula Pacific). Malgré l'amélioration de la sécurité au fil des années, la question de la dangerosité du circuit de Guia est resté délicate. Dès 1976, de jeunes pilotes européens s'invitent sur la piste macanaise, dont certains récoltent le sésame. Au cours des dernières années de l'ère Formule Pacifique, Riccardo Patrese s'est imposé à deux reprises tandis que Roberto Moreno l'a remporté en 1982, juste avant l'apparition du Grand Prix de Macao de Formule 3.

### Aujourd'hui
En 1983, il a été décidé par les organisateurs que, la Formule Pacifique devenant obsolète, la course aurait lieu en tant qu'épreuve de Formule 3. Initialement, le circuit de Guia devait accueillir la Formule 2, mais l'arrivée de ces imposantes monoplaces provoquerait de grandes modifications de la piste, incluant l'élargissement de la piste et l'abattage des arbres. Ceci s'est avéré être une bonne décision, compte tenu du fait que, depuis lors, l'évènement est très réputé dans le monde du sport automobile, attirant les meilleurs jeunes pilotes de l'Europe et du Japon.
La première édition a été remportée par un certain Ayrton Senna. La course en 1990 reste le moment inoubliable : en duel pour s'adjuger cette édition, Michael Schumacher et Mika Häkkinen sont impliqués dans un incident de course, déjà controversé, lors du dernier tour de la deuxième course, après que le Finlandais se soit imposé lors de la première course avec 2s 660 d'avance sur le futur septuple champion du monde de Formule 1. Sur la ligne droite principale, juste après la courbe du Mandarin Oriental, Schumacher fait un « test de frein » et surprend Häkkinen. Ce dernier heurte l'arrière de la voiture de Schumacher, part en tête-à-queue et doit laisser sa monture sur le bord de la piste, laissant le Baron Rouge remporter le Grand Prix par le meilleur temps cumulé.
D'autres lauréats ont également concouru en Formule 1, tel que David Coulthard, Ralf Schumacher et Takuma Satō. Depuis l'introduction des courses de Formule 3, le Grand Prix de Macao est progressivement devenu un tremplin pour de nombreux pilotes de Formule 3 à la classe supérieure de la course automobile tel que le GP2 Series, voire la Formule 1.

## Courses de support
Le week-end de l'épreuve macanaise commence normalement le jeudi et se termine le dimanche sur la deuxième ou troisième semaine de novembre. Les deux premiers jours (jeudi et vendredi) sont généralement prévus pour les essais libres et les séances de qualification. Toutes les courses ont lieu le samedi et le dimanche, avec les phases finales du Grand Prix automobile de Macao et de la Guia Race, dernière épreuve de la saison du TCR World Tour (en), se déroulant le dernier jour.
Se déroulent également la Formule BMW Pacifique, la GT World Cup et des courses locales amateures et professionnelles.

## Palmarès
| Année | Vainqueur              | Voiture                        | Formule - championnat                                     | Résultats |
| ----- | ---------------------- | ------------------------------ | --------------------------------------------------------- | --------- |
| 1954  | Eduardo de Carvalho    | Triumph                        | Sport/Grand Tourisme                                      | Résultats |
| 1955  | Robert Ritchie         | Austin Healey                  | Sport/Grand Tourisme                                      | Résultats |
| 1956  | Doug Steane            | Mercedes-Benz                  | Sport/Grand Tourisme                                      | Résultats |
| 1957  | Arthur Pateman         | Mercedes-Benz                  | Sport/Grand Tourisme                                      | Résultats |
| 1958  | Chan Lye Choun         | Aston Martin                   | Sport/Grand Tourisme                                      | Résultats |
| 1959  | Ron Hardwick           | Jaguar                         | Sport/Grand Tourisme                                      | Résultats |
| 1960  | Martin Redfern         | Jaguar                         | Sport/Grand Tourisme                                      | Résultats |
| 1961  | Peter Heath            | Lotus-Climax                   | Formule Libre                                             | Résultats |
| 1962  | Arsenio Laurel         | Lotus-Ford                     | Formule Libre                                             | Résultats |
| 1963  | Arsenio Laurel         | Lotus-Ford                     | Formule Libre                                             | Résultats |
| 1964  | Albert Poon            | Lotus-Ford                     | Formule Libre                                             | Résultats |
| 1965  | John MacDonald         | Lotus-Ford                     | Formule Libre                                             | Résultats |
| 1966  | Mauro Bianchi          | Alpine-Renault                 | Formule Libre                                             | Résultats |
| 1967  | Tony Maw               | Lotus-Ford                     | Formule Libre                                             | Résultats |
| 1968  | Jan Bussell            | McLaren                        | Formule Libre                                             | Résultats |
| 1969  | Kevin Bartlett         | Mildren-Waggott                | Formule Libre                                             | Résultats |
| 1970  | Dieter Quester         | BMW                            | Formule Libre                                             | Résultats |
| 1971  | Jan Bussell            | McLaren                        | Formule Libre                                             | Résultats |
| 1972  | John MacDonald         | Brabham                        | Formule Libre                                             | Résultats |
| 1973  | John MacDonald         | Brabham                        | Formule Libre                                             | Résultats |
| 1974  | Vern Schuppan          | March-Ford                     | Formule Pacifique                                         | Résultats |
| 1975  | John MacDonald         | Ralt-Ford                      | Formule Pacifique                                         | Résultats |
| 1976  | Vern Schuppan          | Ralt-Ford                      | Formule Pacifique                                         | Résultats |
| 1977  | Riccardo Patrese       | Chevron-Ford                   | Formule Pacifique                                         | Résultats |
| 1978  | Riccardo Patrese       | Chevron-Ford                   | Formule Pacifique                                         | Résultats |
| 1979  | Geoff Lees             | Ralt-Ford                      | Formule Pacifique                                         | Résultats |
| 1980  | Geoff Lees             | Ralt-Ford                      | Formule Pacifique                                         | Résultats |
| 1981  | Bob Earl               | Hayashi-Toyota                 | Formule Pacifique                                         | Résultats |
| 1982  | Roberto Moreno         | Ralt-Ford                      | Formule Pacifique                                         | Résultats |
| 1983  | Ayrton Senna           | Ralt-Toyota                    | Formule 3 (Coupe Intercontinentale)                       | Résultats |
| 1984  | John Nielsen           | Ralt-Volkswagen                | Formule 3 (Coupe Intercontinentale)                       | Résultats |
| 1985  | Maurício Gugelmin      | Ralt-Volkswagen                | Formule 3 (Coupe Intercontinentale)                       | Résultats |
| 1986  | Andy Wallace           | Reynard-Volkswagen             | Formule 3 (Coupe Intercontinentale)                       | Résultats |
| 1987  | Martin Donnelly        | Ralt-Toyota                    | Formule 3 (Coupe Intercontinentale)                       | Résultats |
| 1988  | Enrico Bertaggia       | Dallara-Alfa Romeo             | Formule 3 (Coupe Intercontinentale)                       | Résultats |
| 1989  | David Brabham          | Ralt-Volkswagen/Spiess (en)    | Formule 3 (Coupe Intercontinentale)                       | Résultats |
| 1990  | Michael Schumacher     | Reynard-Volkswagen/Spiess (en) | Formule 3 (Coupe Intercontinentale)                       | Résultats |
| 1991  | David Coulthard        | Ralt-Honda/Mugen               | Formule 3 (Coupe Intercontinentale)                       | Résultats |
| 1992  | Rickard Rydell         | TOM'S-Toyota                   | Formule 3 (Coupe Intercontinentale)                       | Résultats |
| 1993  | Jörg Müller            | Dallara-Fiat/Novamotor         | Formule 3 (Coupe Intercontinentale)                       | Résultats |
| 1994  | Sascha Maassen         | Dallara-Opel/Spiess (en)       | Formule 3 (Coupe Intercontinentale)                       | Résultats |
| 1995  | Ralf Schumacher        | Dallara-Opel/Spiess (en)       | Formule 3 (Coupe Intercontinentale)                       | Résultats |
| 1996  | Ralph Firman           | Dallara-Honda/Mugen-NBE        | Formule 3 (Coupe Intercontinentale)                       | Résultats |
| 1997  | Soheil Ayari           | Dallara-Opel/Spiess (en)       | Formule 3 (Coupe Intercontinentale)                       | Résultats |
| 1998  | Peter Dumbreck         | Dallara-Toyota/TOM'S           | Formule 3 (Coupe Intercontinentale)                       | Résultats |
| 1999  | Darren Manning         | Dallara-Toyota/TOM'S           | Formule 3 (Coupe Intercontinentale)                       | Résultats |
| 2000  | André Couto            | Dallara-Opel/Spiess (en)       | Formule 3 (Coupe Intercontinentale)                       | Résultats |
| 2001  | Takuma Satō            | Dallara-Honda/Mugen-NBE        | Formule 3 (Coupe Intercontinentale)                       | Résultats |
| 2002  | Tristan Gommendy       | Dallara-Renault/Sodemo         | Formule 3 (Coupe Intercontinentale)                       | Résultats |
| 2003  | Nicolas Lapierre       | Dallara-Renault/Sodemo         | Formule 3 (Coupe Intercontinentale)                       | Résultats |
| 2004  | Alexandre Prémat       | Dallara-Mercedes-Benz/HWA      | Formule 3 (Coupe Intercontinentale)                       | Résultats |
| 2005  | Lucas di Grassi        | Dallara-Mercedes-Benz/HWA      | Formule 3 (Coupe Intercontinentale)                       | Résultats |
| 2006  | Mike Conway            | Dallara-Mercedes-Benz/HWA      | Formule 3 (Coupe Intercontinentale)                       | Résultats |
| 2007  | Oliver Jarvis          | Dallara-Toyota/TOM'S           | Formule 3 (Coupe Intercontinentale)                       | Résultats |
| 2008  | Keisuke Kunimoto       | Dallara-Toyota/TOM'S           | Formule 3 (Coupe Intercontinentale)                       | Résultats |
| 2009  | Edoardo Mortara        | Dallara-Volkswagen             | Formule 3 (Coupe Intercontinentale)                       | Résultats |
| 2010  | Edoardo Mortara        | Dallara-Volkswagen             | Formule 3 (Coupe Intercontinentale)                       | Résultats |
| 2011  | Daniel Juncadella      | Dallara-Mercedes-Benz/HWA      | Formule 3 (Coupe Intercontinentale/Trophée International) | Résultats |
| 2012  | António Félix da Costa | Dallara-Volkswagen             | Formule 3 (Coupe Intercontinentale)                       | Résultats |
| 2013  | Alex Lynn              | Dallara-Mercedes-Benz          | Formule 3 (Coupe Intercontinentale)                       | Résultats |
| 2014  | Felix Rosenqvist       | Dallara-Mercedes-Benz          | Formule 3 (Coupe Intercontinentale)                       | Résultats |
| 2015  | Felix Rosenqvist       | Dallara-Mercedes-Benz          | Formule 3 (Coupe Intercontinentale)                       | Résultats |
| 2016  | António Félix da Costa | Dallara-Volkswagen             | Formule 3 (Coupe du monde)                                | Résultats |
| 2017  | Daniel Ticktum         | Dallara-Volkswagen             | Formule 3 (Coupe du monde)                                | Résultats |
| 2018  | Daniel Ticktum         | Dallara-Volkswagen             | Formule 3 (Coupe du monde)                                | Résultats |
| 2019  | Richard Verschoor      | Dallara-Mecachrome             | Formule 3 (Coupe du monde)                                | Résultats |
| 2020  | Hon Chio Leong (en)    | Mygale-Geely                   | Formule 4 (Championnat de Chine de Formule 4)             | Résultats |
| 2021  | Hon Chio Leong (en)    | Mygale-Geely                   | Formule 4 (Championnat de Chine de Formule 4)             | Résultats |
| 2022  | Wing Chung Chang (en)  | Mygale-Geely                   | Formule 4 (Championnat de Chine de Formule 4)             | Résultats |
| 2023  | Luke Browning          | Dallara-Mecachrome             | Formule 3 (Coupe du monde)                                | Résultats |
| 2024  | Ugo Ugochukwu          | Tatuus-Alfa Romeo              | Formule 3 (Coupe du monde)                                | Résultats |

## Grand Prix moto
Le Grand Prix motocycliste de Macao est également un des évènements phares du week-end car les pilotes engagés sont des anciens et des actuels pilotes de Superbike, de MotoGP et surtout des grands noms du Tourist Trophy. Le Grand Prix moto de Macao entre dans la catégorie « Traditional Road Racing » motocycliste au même titre que le Tourist Trophy, la North West 200, le Grand Prix d'Ulster, la Tandragee 100 et la Southern 100.

### Vainqueurs du Grand Prix moto
| Année | Vainqueur moto                                 | Moto                                           | Pneus                                          | Rés                                            |                                                |
| --- | ---------------------------------------------- | ---------------------------------------------- | ---------------------------------------------- | ---------------------------------------------- | ---------------------------------------------- |
| 1967 | Hiroshi Hasegawa                               | Yamaha RD56                                    |                                                |                                                |                                                |
| 1968 | Hiroshi Hasegawa                               | Yamaha 250                                     |                                                |                                                |                                                |
| 1969 | John MacDonald                                 | Yamaha                                         |                                                |                                                |                                                |
| 1970 | Benny Hidayat                                  | Yamaha YR1                                     |                                                |                                                |                                                |
| 1971 | Akiyasu Motohashi                              | Yamaha                                         |                                                |                                                |                                                |
| 1972 | Ikujiro Takai (ja)                             | Yamaha TR3                                     |                                                |                                                |                                                |
| 1973 | Ken Araoka (ja)                                | Suzuki RG500                                   |                                                |                                                |                                                |
| 1974 | Hiroyuki Kawasaki (ja)                         | Yamaha                                         |                                                |                                                |                                                |
| 1975 | Hideo Kanaya                                   | Yamaha                                         |                                                |                                                |                                                |
| 1976 | Chas Mortimer                                  | Yamaha                                         |                                                |                                                |                                                |
| 1977 | Mick Grant                                     | Kawasaki KR750                                 |                                                |                                                |                                                |
| 1978 | Sadao Asami                                    | Yamaha TZ750                                   |                                                |                                                |                                                |
| 1979 | Sadao Asami                                    | Yamaha TZ750                                   |                                                |                                                |                                                |
| 1980 | Sadao Asami                                    | Yamaha TZ750                                   |                                                |                                                |                                                |
| 1981 | Ron Haslam                                     | Honda RS1123                                   |                                                |                                                |                                                |
| 1982 | Ron Haslam                                     | Honda RS1123                                   |                                                |                                                |                                                |
| 1983 | Ron Haslam                                     | Honda NS500                                    |                                                |                                                |                                                |
| 1984 | Mick Grant                                     | Suzuki RGB500                                  |                                                |                                                |                                                |
| 1985 | Ron Haslam                                     | Honda RS500                                    |                                                |                                                |                                                |
| 1986 | Ron Haslam                                     | Elf Honda 500                                  |                                                |                                                |                                                |
| 1987 | Ron Haslam                                     | ROC Elf Honda 4                                |                                                |                                                |                                                |
| 1988 | Kevin Schwantz                                 | Suzuki RGV500                                  | Michelin                                       |                                                |                                                |
| 1989 | Robert Dunlop                                  | Honda RC30                                     |                                                |                                                |                                                |
| 1990 | Steve Hislop                                   | Honda RC30                                     |                                                |                                                |                                                |
| 1991 | Didier de Radiguès                             | Suzuki RGV500                                  | Dunlop                                         |                                                |                                                |
| 1992 | Carl Fogarty                                   | Harris Yamaha 500                              | Dunlop                                         |                                                |                                                |
| 1993 | Steve Hislop                                   | ROC Yamaha 500                                 |                                                |                                                |                                                |
| 1994 | Steve Hislop                                   | Harris Yamaha 500                              |                                                |                                                |                                                |
| 1995 | Mike Edwards                                   | ROC Yamaha 500                                 | Michelin                                       |                                                |                                                |
| 1996 | Phillip McCallen                               | Yamaha YZR500                                  | Michelin                                       |                                                |                                                |
| 1997 | Andreas Hofmann (de)                           | Kawasaki Ninja ZX-7R                           | Michelin                                       |                                                |                                                |
| 1998 | Michael Rutter (en)                            | Honda RVF750 RC45                              |                                                |                                                |                                                |
| 1999 | David Jefferies                                | Yamaha YZF-R1                                  |                                                |                                                |                                                |
| 2000 | Michael Rutter                                 | Yamaha YZF-R1                                  | Dunlop                                         |                                                |                                                |
| 2001 | John McGuinness                                | Honda CBR954RR                                 | Dunlop                                         |                                                |                                                |
| 2002 | Michael Rutter                                 | Ducati 998                                     | Dunlop                                         |                                                |                                                |
| 2003 | Michael Rutter                                 | Ducati 998                                     | Dunlop                                         |                                                |                                                |
| 2004 | Michael Rutter                                 | Honda CBR1000RR                                | Michelin                                       |                                                |                                                |
| 2005 | Michael Rutter                                 | Honda CBR1000RR                                | Michelin                                       |                                                |                                                |
| 2006 | Steve Plater                                   | Yamaha YZF-R1                                  | Dunlop                                         |                                                |                                                |
| 2007 | Steve Plater                                   | Yamaha YZF-R1                                  | Pirelli                                        |                                                |                                                |
| 2008 | Stuart Easton (en)                             | Honda CBR1000RR                                | Pirelli                                        |                                                |                                                |
| 2009 | Stuart Easton                                  | Honda CBR1000RR                                | Pirelli                                        |                                                |                                                |
| 2010 | Stuart Easton                                  | Kawasaki Ninja ZX-10R                          | Pirelli                                        |                                                |                                                |
| 2011 | Michael Rutter                                 | Ducati 1098                                    | Pirelli                                        |                                                |                                                |
| 2012 | Michael Rutter                                 | Honda CBR1000RR                                | Pirelli                                        |                                                |                                                |
| 2013 | Ian Hutchinson                                 | Yamaha YZF-R1                                  | Pirelli                                        |                                                |                                                |
| 2014 | Stuart Easton                                  | Kawasaki ZX-10R                                | Metzeler                                       |                                                |                                                |
| 2015 | Peter Hickman (en)                             | BMW S1000RR                                    | Pirelli                                        |                                                |                                                |
| 2016 | Peter Hickman                                  | BMW S1000RR                                    | Metzeler                                       |                                                |                                                |
| 2017 | Glenn Irwin                                    | Ducati 1199RS                                  | Metzeler                                       |                                                |                                                |
| 2018 | Peter Hickman                                  | BMW S1000RR                                    | Dunlop                                         |                                                |                                                |
| 2019 | Michael Rutter                                 | Honda RC213V-S                                 | Metzeler                                       |                                                |                                                |
| 2020 – 2021 | Non disputé à cause de la pandémie de Covid 19 | Non disputé à cause de la pandémie de Covid 19 | Non disputé à cause de la pandémie de Covid 19 | Non disputé à cause de la pandémie de Covid 19 | Non disputé à cause de la pandémie de Covid 19 |
| 2022 | Erno Kostamo                                   | BMW S1000RR                                    | Metzeler                                       |                                                |                                                |
| 2023 | Peter Hickman                                  | BMW M1000RR                                    | Dunlop                                         |                                                |                                                |
| 2024 | Davey Todd                                     | BMW M1000RR                                    |                                                |                                                |                                                |
| Source:« Motorcycle Grand Prix Winners », Macau Grand Prix Committee (consulté le 23 juin 2023), 2, 3, 4, 5, 6, 7 |                                                |                                                |                                                |                                                |                                                |

## GT World Cup
La GT World Cup est une course pour les voitures de spécification GT3, organisée par Stéphane Ratel Organisation (SRO) et l'Association générale de l'automobile de Macao-Chine (AAMC). L'événement a été confirmé par la FIA lors du Conseil mondial du sport automobile à Genève le 20 mars 2015. Le pilote vainqueur de l'événement est le pilote vainqueur de la Course Principale, mais le prix de la Coupe du Monde FIA GT pour Constructeurs est décerné au constructeur avec le plus grand nombre de points après addition des points de ses deux meilleures voitures en fonction du résultat de la Course Principale.
Depuis 2017, il existe une limite d'âge pour les participants: les pilotes ne peuvent pas être âgés de plus de 59 ans 364 jours, car les pilotes de niveau bronze n'ont pas le droit de participer. (Selon les règles de classement des pilotes de la FIA, tout pilote de plus de 60 ans est un pilote bronze, quelles que soient ses réalisations).

### Vainqueurs de la GT World Cup
| Année | Pilote vainqueur   | Constructeur vainqueur | Voiture                       |
| Macau GT Cup | Macau GT Cup       | Macau GT Cup           | Macau GT Cup                  |
| --- | ------------------ | ---------------------- | ----------------------------- |
| 2008 | Darryl O'Young     | not applicable         | Porsche 997 GT3 Cup           |
| 2009 | Keita Sawa         | not applicable         | Lamborghini Gallardo GT3 (en) |
| 2010 | Keita Sawa         | not applicable         | Lamborghini Gallardo GT3      |
| 2011 | Edoardo Mortara    | not applicable         | Audi R8 LMS GT3               |
| 2012 | Edoardo Mortara    | not applicable         | Audi R8 LMS GT3               |
| 2013 | Edoardo Mortara    | not applicable         | Audi R8 LMS GT3               |
| 2014 | Maro Engel         | not applicable         | Mercedes-Benz SLS AMG GT3     |
| FIA GT World Cup |                    |                        |                               |
| 2015 | Maro Engel         | Mercedes-Benz          | Mercedes-Benz SLS AMG GT3     |
| 2016 | Laurens Vanthoor   | Audi                   | Audi R8 LMS                   |
| 2017 | Edoardo Mortara    | Mercedes-Benz          | Mercedes-AMG GT3              |
| 2018 | Augusto Farfus     | BMW                    | BMW M6 GT3                    |
| 2019 | Raffaele Marciello | Mercedes-Benz          | Mercedes-AMG GT3              |
| Macau GT Cup |                    |                        |                               |
| 2020 | Ye Hongli          | not applicable         | Mercedes-AMG GT3              |
| 2021 | Darryl O'Young     | not applicable         | Mercedes-AMG GT3              |
| 2022 | Maro Engel         | not applicable         | Mercedes-AMG GT3              |
| FIA GT World Cup |                    |                        |                               |
| 2023 | Raffaele Marciello | Mercedes-Benz          | Mercedes-AMG GT3 Evo          |
| 2024 | Maro Engel         | Mercedes-Benz          | Mercedes-AMG GT3 Evo          |
| Sources :« 2024 Macau classification », sur Motorsport Stats, « Macau GT Cup Winners », Macau Grand Prix Committee (consulté le 23 juin 2023), 2, 3 |                    |                        |                               |